# Schloss Dietach
Schloss Dietach är ett slott i Österrike.   Det ligger i distriktet Wels-Land och förbundslandet Oberösterreich, i den nordöstra delen av landet, 170 km väster om huvudstaden Wien. Schloss Dietach ligger 301 meter över havet.
Terrängen runt Schloss Dietach är huvudsakligen platt. Schloss Dietach ligger nere i en dal. Runt Schloss Dietach är det ganska tätbefolkat, med 248 invånare per kvadratkilometer.. Närmaste större samhälle är Wels, 4,9 km väster om Schloss Dietach.
Trakten runt Schloss Dietach består till största delen av jordbruksmark.